# Макуруре
Макуруре (порт. Macururé) — муниципалитет в Бразилии, входит в штат Баия. Составная часть мезорегиона Вали-Сан-Франсискану-да-Баия. Входит в экономико-статистический микрорегион Паулу-Афонсу. Население составляет 9955 человек на 2006 год. Занимает площадь 2278,726 км². Плотность населения — 4,4 чел./км².

## История
Город основан 27 июля 1962 года.

## Статистика
- Валовой внутренний продукт на 2003 год составляет 9 034 560,00 реалов (данные: Бразильский институт географии и статистики).
- Валовой внутренний продукт на душу населения на 2003 год составляет 967,51 реала (данные: Бразильский институт географии и статистики).
- Индекс развития человеческого потенциала на 2000 год составляет 0,599 (данные: Программа развития ООН).

## Важнейшие населенные пункты
| № | Населённый пункт | Населённый пункт (порт.) | Категория | Население чел. (2010) | На карте                       |
| - | ---------------- | ------------------------ | --------- | --------------------- | ------------------------------ |
| 1 | Макуруре         | Macururé                 | город     | 2849                  | 9°10′26″ ю. ш. 39°03′34″ з. д. |
| 2 | Салгаду-ди-Мелан | Salgado de Melão         | поселок   | 645                   | 9°17′47″ ю. ш. 38°41′19″ з. д. |
| 3 | Сан-Сайти        | São Saite                | поселок   | 323                   | 9°03′55″ ю. ш. 38°53′48″ з. д. |
| 4 | Формоса          | Formosa                  | поселок   | 265                   | 9°35′51″ ю. ш. 39°05′59″ з. д. |